# Плоскокоготный кенгуру
Плоскокоготный кенгуру (лат. Onychogalea unguifera) — сумчатое млекопитающее семейства кенгуровых. Эндемик Австралии.

## Описание
Окрас верхней стороны тела желтовато-коричневый. Вес 4,5—9 кг. Это в основном одиночные ночные животные.

## Распространение
Вид широко распространён в северной части Австралии. Встречаются в редколесьях с лугами и кустарниками, а также на прибрежных равнинах с разбросанными зарослями Melaleuca.

## Угрозы и охрана
Неизвестно, что может угрожать этому виду. Возможно, пожары и скотоводство влияют на вид. Плоскокоготный кенгуру исчез в южной части своего ареала из-за хищничества лисиц. Если лисица будет продвигаться дальше на север, то вид может оказаться под угрозой. Встречается в некоторых охраняемых районах, хотя большая часть ареала находится вне охраняемых территорий.